# Ecnomina gippslandica
Ecnomina gippslandica là một loài Trichoptera trong họ Ecnomidae. Chúng phân bố ở miền Australasia.